# 15510 Phoeberounds
15510 Phoeberounds este un asteroid din centura principală de asteroizi.

## Descriere
15510 Phoeberounds este un asteroid din centura principală de asteroizi. A fost descoperit pe 4 octombrie 1999 la Socorro, New Mexico, în cadrul proiectului LINEAR. Asteroidul prezintă o orbită caracterizată de o semiaxă mare de 2,43 ua, o excentricitate de 0,09 și o înclinație de 2,5° în raport cu ecliptica.